# Reconnaissance internationale du Conseil national syrien
La reconnaissance internationale du Conseil national syrien (CNS) est minimale puisque le conseil n'est actuellement reconnu que par 7 membres de l'ONU et l'Union européenne comme représentant légitime du peuple syrien au milieu de la guerre civile syrienne, dont trois des cinq membres permanents du Conseil de sécurité. Seule la Libye reconnaît le CNS comme le gouvernement légitime de la Syrie.

## Position et reconnaissance internationales
Le Conseil national syrien a demandé à être reconnu au sein de la communauté internationale, mais il ne veut pas non plus être considéré comme un gouvernement en exil.
Au 21 janvier 2012, le Conseil national syrien est reconnu ou soutenu officiellement par 12 États membres de l'ONU, dont trois des membres permanents du Conseil de Sécurité : la France, les États-Unis, le Royaume-Uni, l'Espagne, la Bulgarie, la Tunisie, mais aussi le Conseil national de transition libyen. La Belgique, le Canada, l'Allemagne, l'Italie, les Pays-Bas et la Turquie ne reconnaissent pas encore le CNS comme étant au moins un interlocuteur légitime, bien que le Conseil ait reçu le soutien du Premier ministre turc, Recep Tayyip Erdoğan. Les ministres des Affaires étrangères du Portugal, de la Russie et de la Norvège ont rencontré des représentants du CNS, mais ne l'ont pas encore reconnu ou soutenu officiellement à quelque titre que ce soit, ni n'ont rejeté le gouvernement Assad.
Le 1er avril 2012, les Amis du peuple syrien reconnaissent le CNS comme « représentant légitime » des Syriens.

Carte des États qui ont / n'ont pas reconnu le Conseil national syrien
Syrie.
États qui ont reconnu diplomatiquement le CNS comme le seul gouvernement légitime de Syrie.
États qui ont apporté un soutien/une reconnaissance officielle du CNS comme interlocuteur légitime.
États qui ont apporté un soutien non officiel au CNS en tant qu'interlocuteur.
États ayant des relations informelles avec le CNS
États qui n'ont pas encore apporté leur soutien au CNS.

### États non membres de l'ONU
- Kosovo : Le 23 août 2011, le ministre des Affaires étrangères de la République du Kosovo déclare que le gouvernement et le peuple kosovars soutiennent « les efforts du peuple syrien alors qu'il lutte pour la liberté et la démocratie ». Il ajoute : « La République du Kosovo rejoint tous les pays démocratiques pour s'opposer à la violence et la répression contre les manifestants syriens. En ordonnant la répression de son propre peuple par des actes violents qui ont entraîné de nombreux morts, le président Assad a perdu le droit de gouverner le pays. Les Syriens ont le droit de mener leurs vies librement, en s'exprimant librement, et avec la garantie que les droits de l'homme seront respectés par le gouvernement. Le gouvernement de la République du Kosovo appelle à la fin de la violence contre les manifestants pacifiques en Syrie et soutient pleinement l'engagement des nations démocratiques à offrir un soutien au peuple syrien pour surmonter cette situation et réaliser ses aspirations à la liberté et à la démocratie »[9].

### Régions autonomes
- Kurdistan irakien : Le 11 janvier, le président Massoud Barzani rencontra une délégation du CNS et « promis son soutien dans les prochaines semaines pour une coopération renforcée entre le CNS et le Gouvernement régional du Kurdistan (GRK) dans la mise en œuvre de la volonté du peuple syrien »[10].

### Organisations internationales
- Union européenne : le 10 octobre 2011, l'UE a officiellement annoncé son soutien au CNS et « salué leurs initiatives », mais sans reconnaissance[11]. Plus tard, lors d'une réunion des ministres des Affaires étrangères de l'UE le 27 février 2012 à Bruxelles, l'UE a officiellement reconnu le Conseil national syrien comme « représentant légitime des Syriens recherchant un changement démocratique pacifique » en plus de l'annonce de nouvelles sanctions contre le gouvernement Assad[12]. Le CNS a salué l'initiative dans un communiqué de presse le 28 février 2012[13]. Le 2 mars 2012, l'UE reconnut officiellement le Conseil national syrien comme représentant légitime du peuple syrien.
- Ligue arabe : Le 12 février, une résolution de la Ligue arabe appelant à « ouvrir les canaux de communication avec l'opposition syrienne et à lui fournir toute forme de soutien politique et matériel » fut adoptée[14].
- International Union of Muslim Scholars (en) : le 15 octobre 2011, Youssef al-Qaradâwî, président de l'IUMS, reconnut le CNS comme le seul représentant de la Syrie[15].

### Partis politiques
- Algérie : le 14 novembre 2011, Abbassi Madani, président du Front islamique du salut en Algérie reconnaît le CNS comme le seul représentant de la Syrie[16].
- Bahreïn : le 7 mars 2012, le Conseil des Représentants de Bahreïn vote pour demander au gouvernement de reconnaître le Conseil national syrien comme représentant du peuple syrien[17].
- Égypte : le 11 octobre 2011, l'Alliance démocratique pour l'Égypte (en) (le plus grand bloc politique) a affirmé son soutien au Conseil en tant que représentant légitime du peuple syrien[18].
- Jordanie : le 15 novembre 2011, le Front islamique d'action, branche politique des Frères musulmans en Jordanie, reconnaît le CNS[19].
- Koweït: le 28 octobre 2011, l'Assemblée nationale du Koweït demande au gouvernement koweïtien de reconnaître le CNS comme le seul représentant légitime du peuple syrien[20],[21]. Le 6 décembre 2011, l'émir du Koweït Al-Sabah dissout l'assemblée[22]. Cependant le 29 février 2012, le parlement suivant vote à 44 voix contre 5 (dont le vote favorable de tous les membres du gouvernement) d'approuver une nouvelle résolution non contraignante pour demander que le gouvernement reconnaisse le SNC[23].
- Liban : L'opposition de l'Alliance du 14-Mars "has praised" la « Lettre ouverte au peuple libanais » du Conseil national syrien du 26 janvier 2012. « Le Secrétariat général considère la déclaration du CNS comme un signe d'espoir et un pas courageux qui ouvre une nouvelle page dans les relations libano-syriennes sur la base de la souveraineté et de l'indépendance des deux pays… March 14 looks forward to further communication with the SNC. »[24] En outre, les deux plus grands partis organisés formant la coalition ont exprimé des réactions positives au communiqué du CNS :
  - Courant du futur : le plus important parti d'opposition du Liban réagit positivement aux propositions du CNS de revoir tous les actuels accords libano-syriens et la démarcation de la frontière entre les deux pays une fois au pouvoir. « La décision courageuse du Conseil ouvrira la voie à un nouveau chapitre des relations entre le Liban et la Syrie. Ces liens vont refléter correctement la relation fraternelle entre les deux pays. Le mouvement exprime son soutien complet aux choix du peuple syrien dans sa quête de liberté et de démocratie »[25].
  - Forces libanaises: le président du parti, Samir Geagea, observe que « la déclaration du CNS est une nouvelle passerelle pour corriger les liens entre le Liban et la Syrie. Ce qui est plus important est que les dispositions annoncées soient mises en œuvre. » Geagea a poursuivi en critiquant la façon dont le gouvernement libanais manipule le soulèvement syrien, notant en particulier que le ministre des Affaires étrangères Adnan Mansour « n'applique pas la politique de dissociation entre le Liban et la crise syrienne. Comment le gouvernement peut-il répondre à la politique de dissociation avec les plaidoyers de Mansour qui défendent le régime syrien lors de la réunion de la Ligue arabe sur la crise syrienne ? ». Il appelle le gouvernement à « prendre toutes les mesures nécessaires pour protéger les civils » de violations des droits par les autorités de sécurité syriennes et a demandé au gouvernement de « demander au gouvernement syrien de s'excuser et de mettre un terme aux violations le long de la frontière, faute de quoi [il] recourirrait au Conseil de sécurité des Nations unies »[26]
- Pakistan: le 19 octobre 2011, Jamaat-e-Islami reconnaît le CNS et demande au gouvernement pakistanais et aux pays islamiques de faire de même[27].